# Ruleta (cómic)
Ruleta, en inglés Roulette (nombre real: Jennifer Stavros), es un personaje que aparece en los cómics publicados por Marvel Comics. Se le representa como parte de los Hellions, un grupo de supervillanos mutantes.

## Historia publicada
Ruleta fue creada por Chris Claremont y Sal Buscema en Nuevos Mutantes #16-17 (junio a julio de 1984) para la antítesis de los Nuevos Mutantes, los Hellions.
El personaje aparece posteriormente en The Uncanny X-Men # 193 (mayo de 1985), Firestar #4.2 (abril a junio de 1986), The New Mutants # 39 (mayo de 1986), #43 (septiembre de 1986), #53-54 (julio a agosto de 1987), # 56 (octubre de 1987), #62 (abril de 1988), The New Warriors #9-10 (marzo aabril de 1991), y murió en The Uncanny X-Men #281 (octubre de 1991). El personaje hizo una aparición póstuma en The New Warriors Annual # 2 (1992).
Ruleta apareció como parte de los «Hellions» en el Manual Oficial del Universo Marvel Edición Deluxe # 5.

## Biografía ficticia del personaje
Jennifer Stavros nació en Atlantic City, Nueva Jersey. Cuando era adolescente, Jennifer fue reclutado por los Hellions. Una de las primeras misiones del equipo fue parar a los Nuevos Mutantes, que estaban atacando a la Academia de Massachusetts, la escuela a la que asistían los Hellions. Estos se reúnen con un éxito desigual frente a los Nuevos Mutantes y su directora Emma Frost se ve obligada a intervenir. Ruleta empieza un flirteo vigilado con uno de sus compañeros de equipo, Émpata, con quien comparte el entusiasmo de hacer sufrir a los demás. En una fiesta de baile a la que asistieron tanto los Hellions como los Nuevos Mutantes, usa sus encantos con el Nuevo Mutante Cypher. Sin embargo, después de emborracharse este la golpea en un ataque paranoico.
Ruleta era parte del equipo de los Hellions que atacó a los Nuevos Guerreros por la suerte de Firestar, una exmiembro. Al principio sus poderes fueron desviados hacia sus compañeros de equipo pero cuando las batallas pasaron a ser un uno contra uno, ella fácilmente derrotó a Speedball. Finalmente, los Hellions abandonaron, después de haber perdido por la competencia entre la Reina Blanca y Tai, la fuerza no oficial detrás de los Guerreros.
Poco después, Emma celebra otra fiesta a la que asistieron los Hellions, así como el equipo de los X-Men Gold. Ruleta, junto con la mayoría de sus compañeros de equipo, es asesinada por Trevor Fitzroy con el fin de incrementar sus viajes en el tiempo a través de sus portales de teletransporte.

### Necrosha
Ruleta aparece en el suceso de Necrosha en Nuevos Mutantes (vol. 3), junto con los otros Hellions fallecidos, habiendo sido resucitada por la magia de Selene y el virus Transmode. Ella de nuevo parece estar infectada con este virus en la historia «Fight the Future» de Nuevos Mutantes (vol. 3).

## Poderes y habilidades
El poder mutante de Ruleta es generar discos de energía psíquica que alteran las leyes del azar de todo lo que tocan, lo que crea buena o mala suerte mediante la alteración del campo de probabilidades alrededor de la víctima a quien se lanza el disco. Sus discos energéticos negros crean la "mala suerte" mientras que sus discos de energía roja otorgan "buena suerte."